# Seznam osobností Turnova

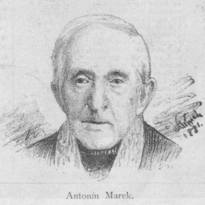
Antonín Marek

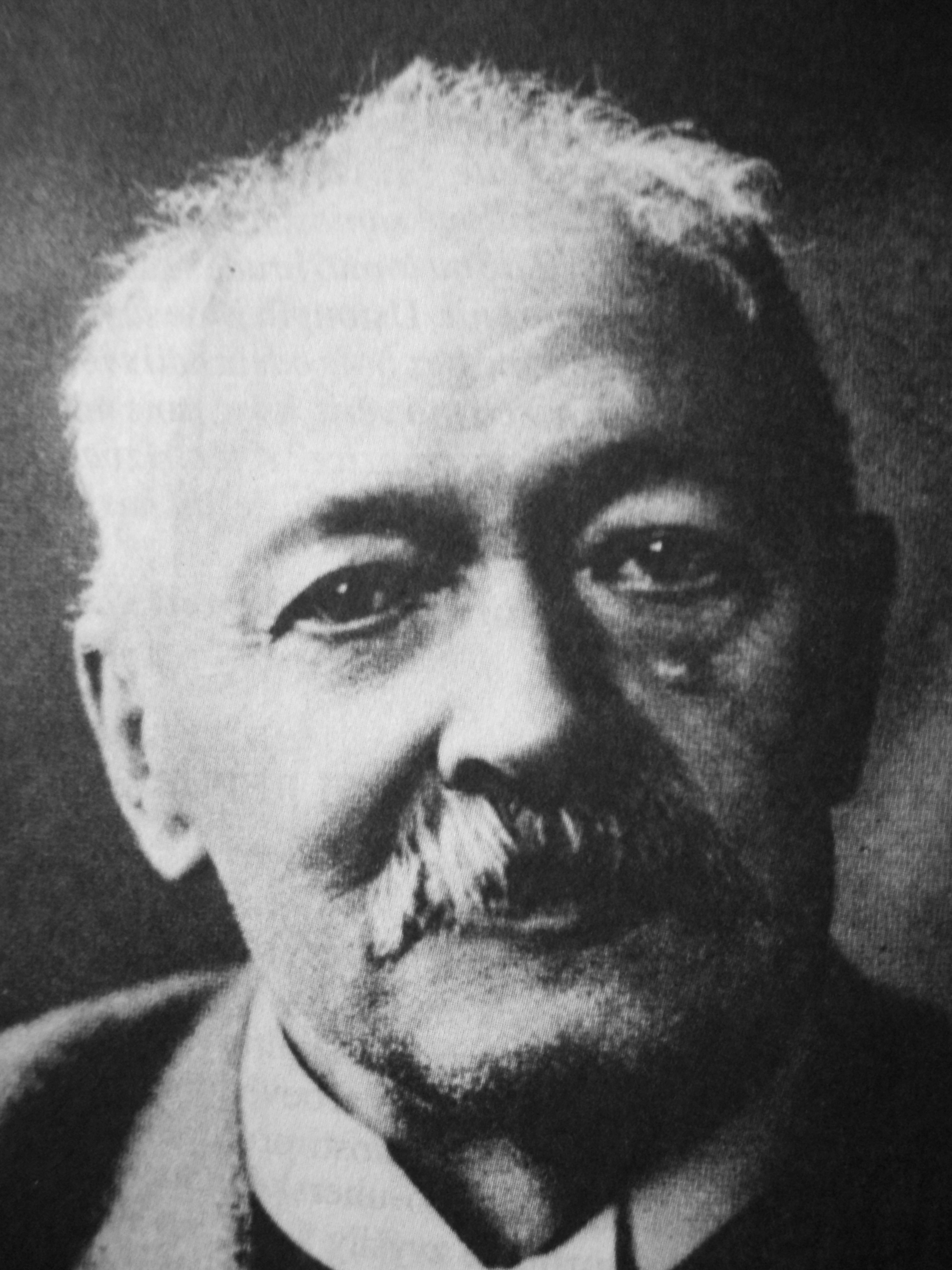
Josef Pekař

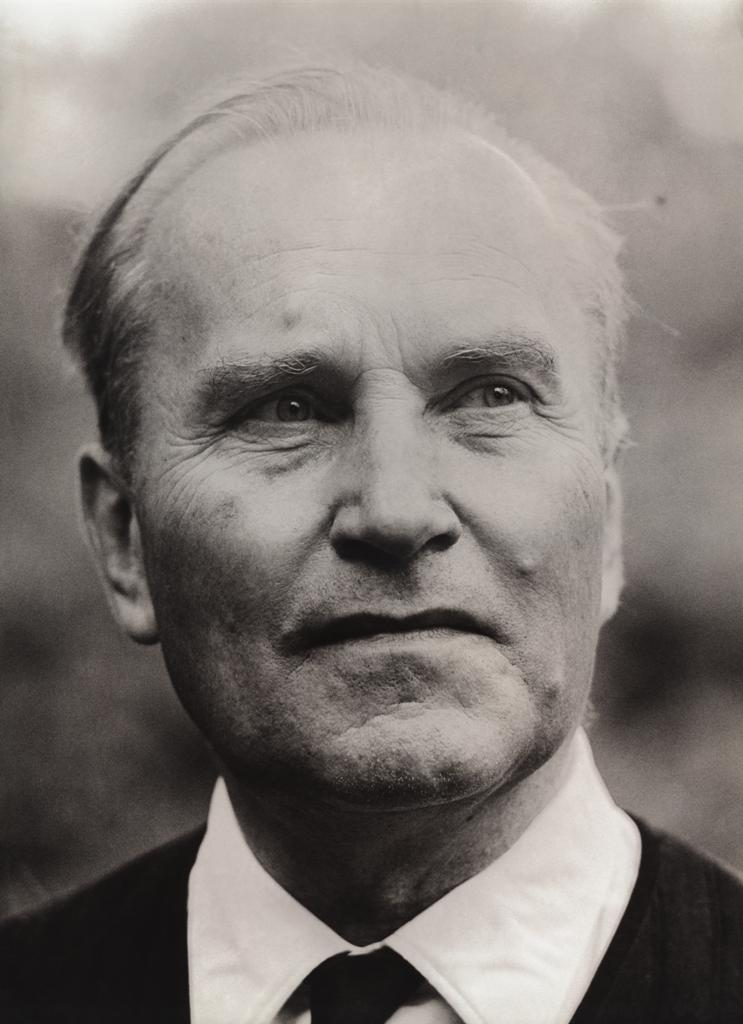
Jan Patočka

Zde je seznam osobností, které se v Turnově narodily, studovaly, bydlely nebo zde prožily významnou část svého života.
- Jiří Izrael (1505–1588), správce turnovského sboru Jednoty bratrské a její biskup pro oblast Polska a Pruska. Roku 1548 byl spolu s Janem Augustou na příkaz krále Ferdinanda I. zatčen, ale z vězení na Pražském hradě uprchl a založil 20 bratrských sborů v Polsku.
- Jan Trojan Turnovský (asi 1550–1606), utrakvista, hudební skladatel, narozen v Turnově, působil jinde
- Václav Karel Holan Rovenský (1644–1718), barokní hudební skladatel a kapelník, v Turnově působil jako varhaník
- Václav Fortunát Durych (1735–1802), kněz a obrozenec
- Josef Dlask (1782–1856), písmák
- Antonín Marek (1785–1877), kněz, buditel, překladatel, lingvista
- Michal Antonín Kotler (1800–1879), obchodník a cestovatel (Rusko)
- Josef Wenzig (1807–1876), pedagog, spisovatel a libretista
- Antonín Vincenc Šlechta rytíř Sedmihorský (1810–1886), lékař v Turnově, zastánce vodoléčby
- Čeněk Paclt (1813–1887), cestovatel, prospektor
- Vojtěch Mašek (1829–1902), zahradník, zakladatel arboreta Maškova zahrada.
- Václav Čeněk Bendl-Stránický (1832–1880), básník, povídkář, překladatel
- František Chleboun (1866–1945), misionář a vydavatel časopisu Radostné poselství
- Petr Matoušek (1867–1951), byl český úředník, vlastivědný pracovník a amatérský fotograf. Je znám jako autor dokumentace lidové architektury na Turnovsku a Českodubsku.
- Josef Pekař (1870–1937), historik
- Josef Vítězslav Šimák (1870–1941), historik
- Abigail Horáková (1871–1926), beletristka, autorka drobných próz, zejména z hereckého prostředí, dramatička, herečka, recitátorka.
- Marie Vítězslava Ježková, (1872–1951), básnířka, autorka sbírek Na struně nejtišší a Preludia.
- Lothar Suchý (1873–1959), novinář a dramatik
- Amálie Bobková (1874–1956), operní pěvkyně
- Josef Brožek (1875–1935), spisovatel (povídkář a dramatik)
- Josef Drahoňovský (1877–1938), sochař a glyptik
- Narcisa Kolihová-Možná (1879–1943), operní pěvkyně
- Miloš Votrubec (1881–1930), malíř – krajinář a portrétista
- Karel Vik (1883–1964), grafik, malíř a ilustrátor
- Vilém Laufberger (1890–1986), lékař-fyziolog
- Vladislav Kužel (1898-1965), akademický malíř, nejvýznamnější žák hlavy českého hermetismu Pierra de Lasenic, autor knihy Hovory s Lasenicem
- Jiří Šolc (1898–1971), ochránce památek a přírody. Jeho zásluhou byl v roce 1955 Český ráj vyhlášen první chráněnou krajinnou oblastí v Československu.
- Karel Kinský (1901–1969), malíř
- Pavel Glos (1903–1985), spisovatel a účastník odboje v letech 1939–1945
- František Vlček (1903–1989), katolický kněz, generální vikář litoměřické diecéze, vězněn komunisty.
- Jan Knob (1904-1977), pedagog, spisovatel a publicista
- František Patočka (1904–1985), lékař a imunolog
- Josef Plíhal (1904–1973), starosta města 1938–1941, podnikatel
- Ladislav Vele (1906–1953), malíř, grafik a ilustrátor
- Jiří Kristián Lobkowicz (1907–1932), automobilový závodník a dobová celebrita
- Jan Patočka (1907–1977), filosof, profesor UK, jeden z první trojice mluvčích Charty 77
- Miro Bernat (1910–1997), filmový dokumentarista
- František Khynl (1907–2003), zlatník a klenotník
- Karel Drbohlav (1913–2000), stíhač u 310., 313. a 601. stíhací perutě RAF v Anglii.
- Ludvík Košek (1916–1944), pilot 311. bombardovací perutě RAF v Anglii
- Miloš Makovec (1919–2000), filmový režisér a scenárista
- Josef Smítka (1919–1945), horolezec a odbojář
- Jiří Korec (1925–2004), sochař a medailér
- Ladislav Karoušek (1926–1991), výtvarník
- Ivan Šolc (1927–2013), matematik, fyzik a astronom, světový odborník v krystalové optice; jeho laskavá knížka Vzpomínky, příběhy a postavičky pojednává o všech významných osobnostech Turnova dvacátého století.
- Radovan Kuchař (1928–2012), horolezec, ekolog
- Alexandr Kliment (1929–2017), prozaik, básník a dramatikTurnovský malíř Miloš Votrubec
- Josef Jíra (1929–2005), malíř

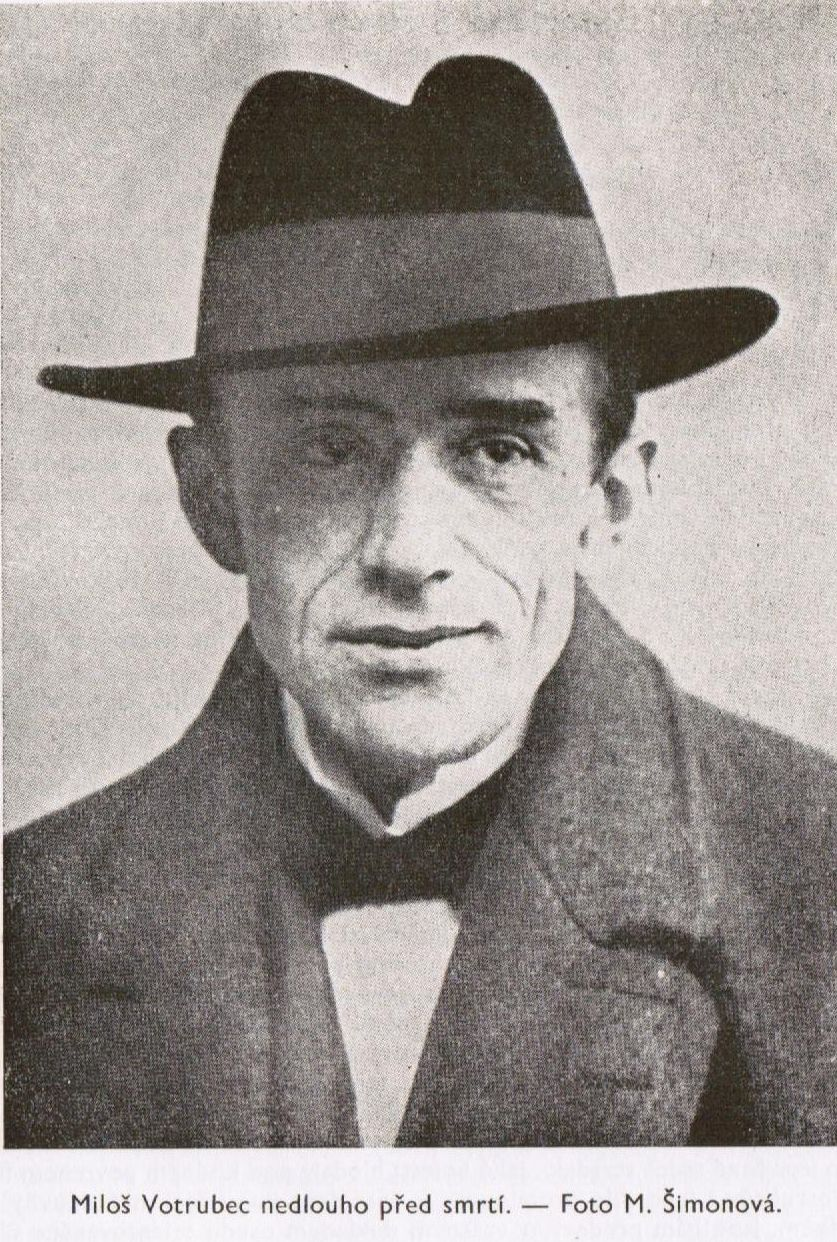
Turnovský malíř Miloš Votrubec

- Valerián Karoušek (1929–1970), sochař a horolezec, zahynul při Expedici Peru
- Marcela Machotková (1931–2021), operní pěvkyně (soprán)
- Jaroslav Vostrý (* 1931), režisér, dramatik, dramaturg, pedagog, zakladatel Činoherního klubu, rektor AMU v Praze
- Jaroslav Dudek (1932–2000), divadelní a televizní režisér
- Bohumil Slavík (1935–2004), botanik
- Michael Bílek (1942–2015), sochař a restaurátor
- Zdeněk Lhoták (* 1949), fotograf.
- Jan Klápště (* 1949), archeolog
- Václav Knop (* 1949), herec, režisér
- Josef Rakoncaj (* 1951), horolezec
- Luděk Vele (* 1951), operní pěvec
- Jiří Urban (* 1954) šperkař, klenotník, restaurátor
- Vlastimil Picek (* 1956), armádní generál
- Miroslav Šimek (* 1959), vodní slalomář
- Stanislav Eichler (* 1960), politik
- František Pelc (* 1962), ochránce přírody, politik
- Jaroslav Rudiš (* 1972), spisovatel
- Jan Kubáček (* 1981), politolog
- Michal Hrůza (* 1971), zpěvák
- Roman Jebavý (* 1989), tenista